# 3223 Forsius
3223 Forsius este un asteroid din centura principală, descoperit pe 7 septembrie 1942 de Yrjö Väisälä.